# وایپر (مادام هیدرا)
وایپر II (به انگلیسی: Viper II) با نام اصلی اوفیلیا سارکیسیان، که سابقاً با عنوان مادام هایدرا شناخته می‌شد، یک شخصیت خیالی ابرشرور در کتاب‌های کامیک منتشر شده توسط مارول کامیکس است که به عنوان دشمن گروه‌های انتقام‌جویان و مردان ایکس به‌شمار می‌رود. او یکی از چندین شخصیت بدذات در جهان مارول محسوب می‌شود که از عنوان وایپر استفاده می‌کند. شخصیت وایپر توسط نویسنده و طراح جیم استرانکو خلق شده است که برای اولین بار در شمارهٔ ۱۱۰ کاپیتان آمریکا (فوریه ۱۹۶۹) حضور پیدا کرد.
سوتلانا خودچنکووا هنرپیشه روسی نقش این شخصیت را در فیلم ولورین (۲۰۱۳) بر عهده داشت. نسخه‌ای از مادام هایدرا با هنرنمایی ملری یانسن در فصل چهارم از مجموعه تلویزیونی مأموران شیلد حضور دارد که در دنیای سینمایی مارول جریان دارد.

## زندگینامه ساختگی شخصیت
اوفیلیا سارکیسیان زادهٔ ۱۹۲۰، یک کودک یتیم در اروپای مرکزی (مجارستان) بود. او از زمان کودکی با ایزد برتر «Chthon» متحد شد، و بدین سبب این ایزد تا حد زیادی روند طول عمر او را کاهش داد. اوفیلیا تبدیل به سربازی مزدور شد و سپس شاگرد فردی ماجراجو به نام سراف، در کشور جزیره‌ای مادریپور گشت. پس از مدتی، اوفیلیا و سراف شاگرد دیگری را نجات دادند. آن‌ها جهش‌یافته‌ای ماجراجو به نام ولورین را از دست دشمن دیرینه‌اش، دندان‌خنجری نجات دادند. مدتی بعد سراف درگذشت، اما در واپسین لحظات زندگی‌اش از ولورین درخواست کرد تا نسبت به اوفیلیا سوگند وفاداری ادا کند.
پس از مرگ سراف، وایپر عضو سازمانی تروریستی به نام هایدرا شد و اسم رمز مادام هایدرا را برای خود انتخاب کرد. او به مدت ۲۲ سال در این سازمان زیر نظر قاتلی حرفه‌ای با اسم رمز «کراکن» آموزش دید و به بهترین شاگرد او تبدیل گشت. او مسئول کنترل بر عملیات‌های واقع درنیویورک شد و اغلب با سازمان شیلد و شخصیت ابر سرباز و میهن‌پرست کاپیتان آمریکا درگیر می‌شد. او سپس گروه از بین رفته جوخه مار را سازمان‌دهی نمود و جنایتکار و اولین شخصیت با عنوان وایپر را با توطئه‌ای شوم از بین برد و نام مستعار او را از آن خود کرد.